# Jîtnivka, Kamin-Kașîrskîi
Jîtnivka (în ucraineană Житнівка) este un sat în comuna Borovne din raionul Kamin-Kașîrskîi, regiunea Volînia, Ucraina.

## Demografie
Componența lingvistică a localității Jîtnivka
     Ucraineană (99,79%)
     Alte limbi (0,21%)
Conform recensământului din 2001, majoritatea populației localității Jîtnivka era vorbitoare de ucraineană (99,79%), existând în minoritate și vorbitori de alte limbi.